# 三帶單列齒麗魚
三帶單列齒麗魚（学名：Haplotaxodon trifasciatus）為輻鰭魚綱鱸形目隆頭魚亞目慈鯛科的其中一種，分布於非洲尚比亞及剛果的淡水流域，為特有種，棲息深度5-30公尺，體長可達16.2公分，生活習性不明。

## 擴展閱讀
維基物種上的相關：三帶單列齒麗魚